# Музей Хайнца Никсдорфа
Музей Хайнца Никсдорфа (нем. Heinz Nixdorf MuseumsForum) в Падерборне — крупнейший компьютерный музей в мире (по состоянию на 2018 год).
Музей назван в честь пионера компьютерной техники и предпринимателя Хайнца Никсдорфа.

## История

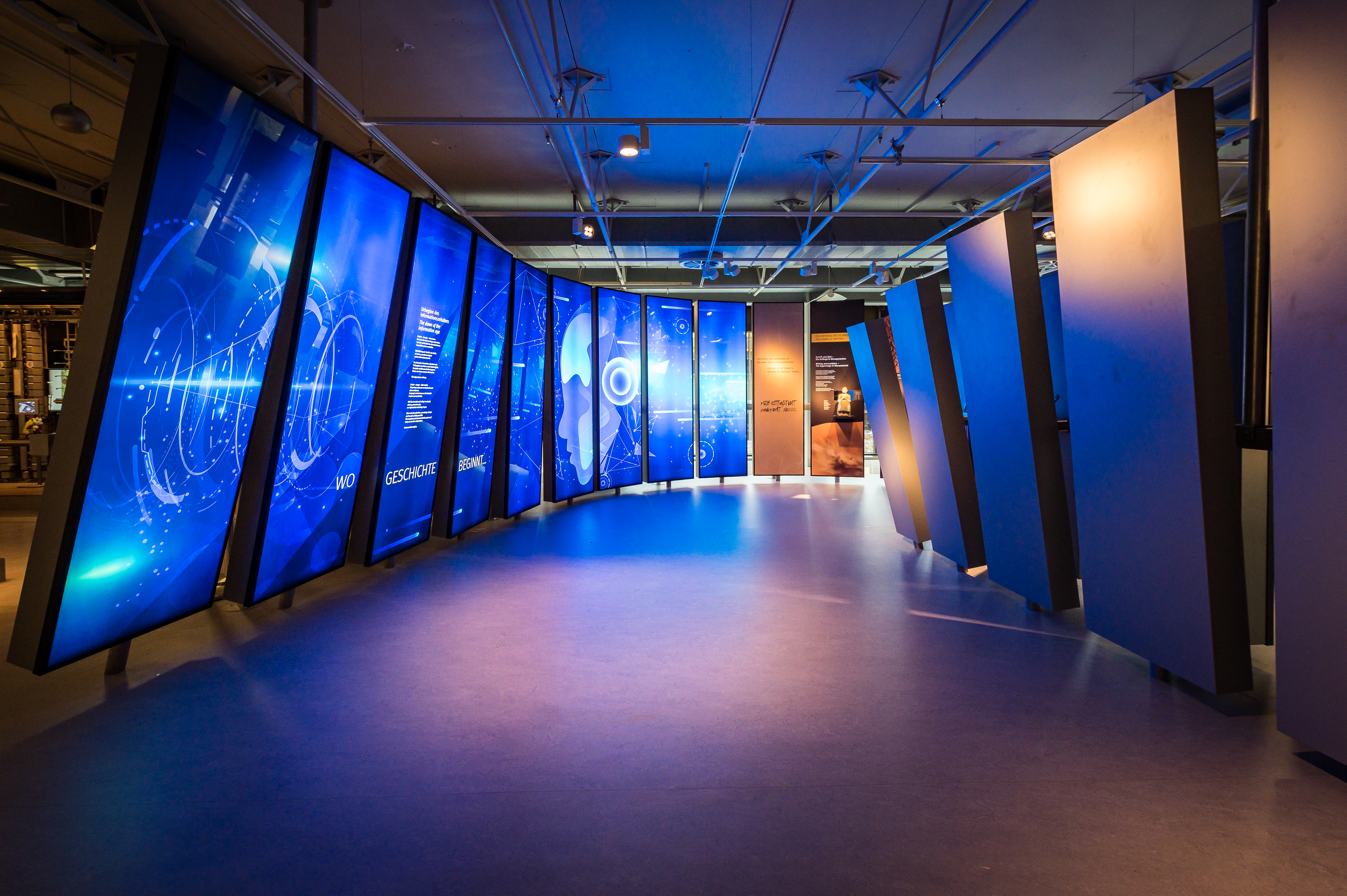
Входная зона на выставку в Музее

В 1977 году на праздновании 25-летия компании Nixdorf Computer AG Хайнц Никсдорф получил множество подарков в виде исторических офисных машин, что натолкнуло его на мысль расширить их коллекцию для компьютерного музея. Идея музея стала более конкретной в 1983/1984 годах благодаря покупкам при поддержке кельнского эксперта по офисной технике Уве Брекера. В 1985 году предприниматель поручил профессору Людвигу Тюрмеру и его партнерам создать первую выставочную концепцию, которая по-прежнему не зависела от местоположения. В 1986 году Хайнц Никсдорф неожиданно скончался. Сотрудник Nixdorf Вилли Ленц, также член рабочей группы «Компьютерный музей», обсудил эту идею с городскими властями Падерборна и в 1990 году смог получить положительное решение городского совета о её создании.
В период с 1992 по 1996 год HNF был спроектирован и построен на территории бывшей штаб-квартиры Nixdorf Computer AG берлинскими архитекторами Людвигом Тюрмером и Герхардом Дилем и научной группой под руководством математика Норберта Рыски. 24 апреля в присутствии тогдашнего федерального канцлера Гельмута Коля дом был открыт. Октябрь 1996 года и ежегодно посещает в среднем более 110 000 человек. Объект поддерживается Фондом Вестфалия ; рядом с Фондом Хайнца Никсдорфа, созданным из поместья Хайнца Никсдорфа.

## Экспонаты
В своей постоянной экспозиции музей представляет 5000-летнюю историю информационных и коммуникационных технологий. В историческом путешествии во времени дуга проходит от появления письменности в Месопотамии около 3000 г. до н. э. до современных тем, таких как Интернет, искусственный интеллект и робототехника. Более 5000 экспонатов можно увидеть на 6000 квадратных метров, организованных на двух этажах. Всего в музее хранится около 25 000 предметов. Доступ к некоторым музейным объектам можно получить в онлайн-базе данных Museum-Digital .

### Первый этаж

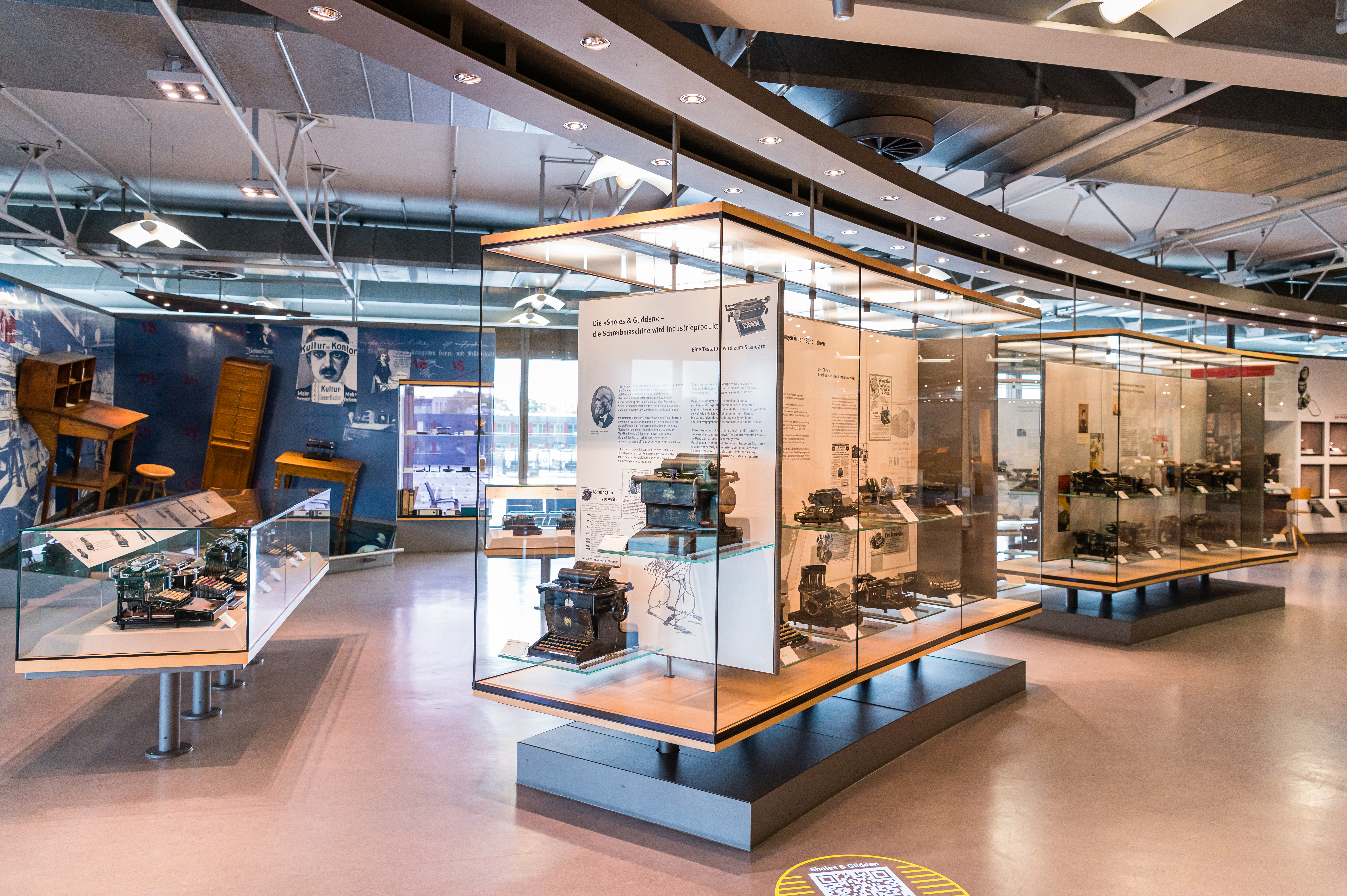
Вид на выставочный зал пишущих машинок

На первом этаже посетители найдут исторические темы. Предыстория информатики как теории автоматической обработки информации, которая привела к изобретению компьютера, здесь фундаментально освещена. Информация в форме письма, языка и математики используется во всех трех аспектах.
Темы:
- Возникновение письменности: от месопотамских глиняных шариков до клинописного письма и иероглифов до классической высокой печати и линотипной наборной машины . Автоматизация начинается с введения пишущей машинки .
- Арифметические и счетные машины : от счетов до скользящих стержней, автоматических калькуляторов Паскаля и Лейбница и их более современных версий счетных машин с зубчатым колесом. Существует также коллекция кассовых аппаратов, используемых для счетных машин.
- История телеграфии : начиная с первого телеграфа Морзе, через раннюю телефонию к обмену с дисковыми циферблатами .

Зарождающаяся конвергенция различных технологий постоянно проявляется в выставках офисной автоматизации; прежде всего с устройствами из дома предшественника IBM Hollerith . Однако есть место и для экзотики, такой как " Шахматный турок ", механическое управление ткацким станком и ранние компьютеры, такие как ENIAC или системы от Цузе .
Особая область также отведена для криптографии, в которой представлена история шифрования, от ранних шифров от античности до Энигмы .

### Второй этаж

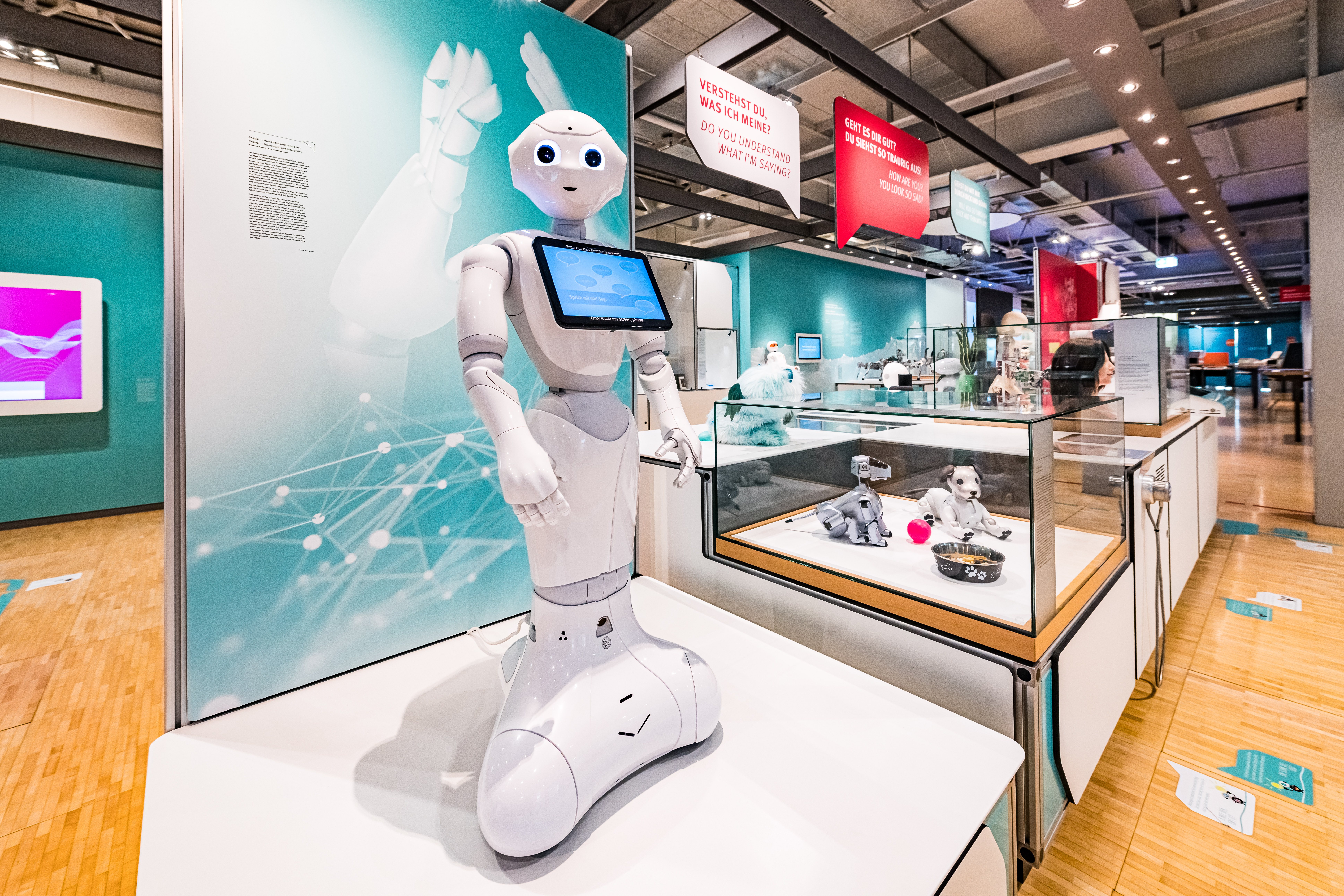
Экспонат «Искусственный интеллект (ИИ) и робототехника»
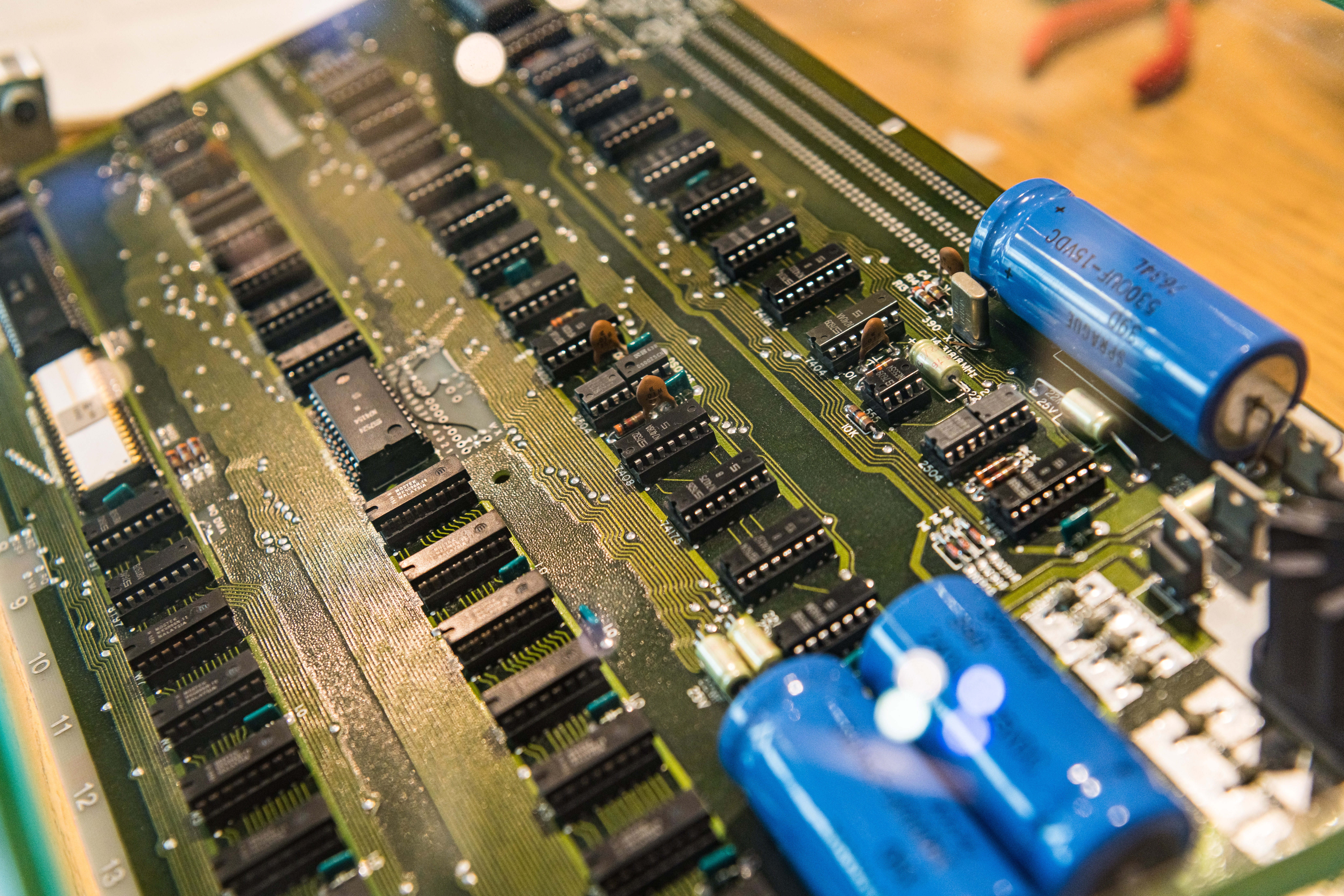
Детальный снимок Apple I
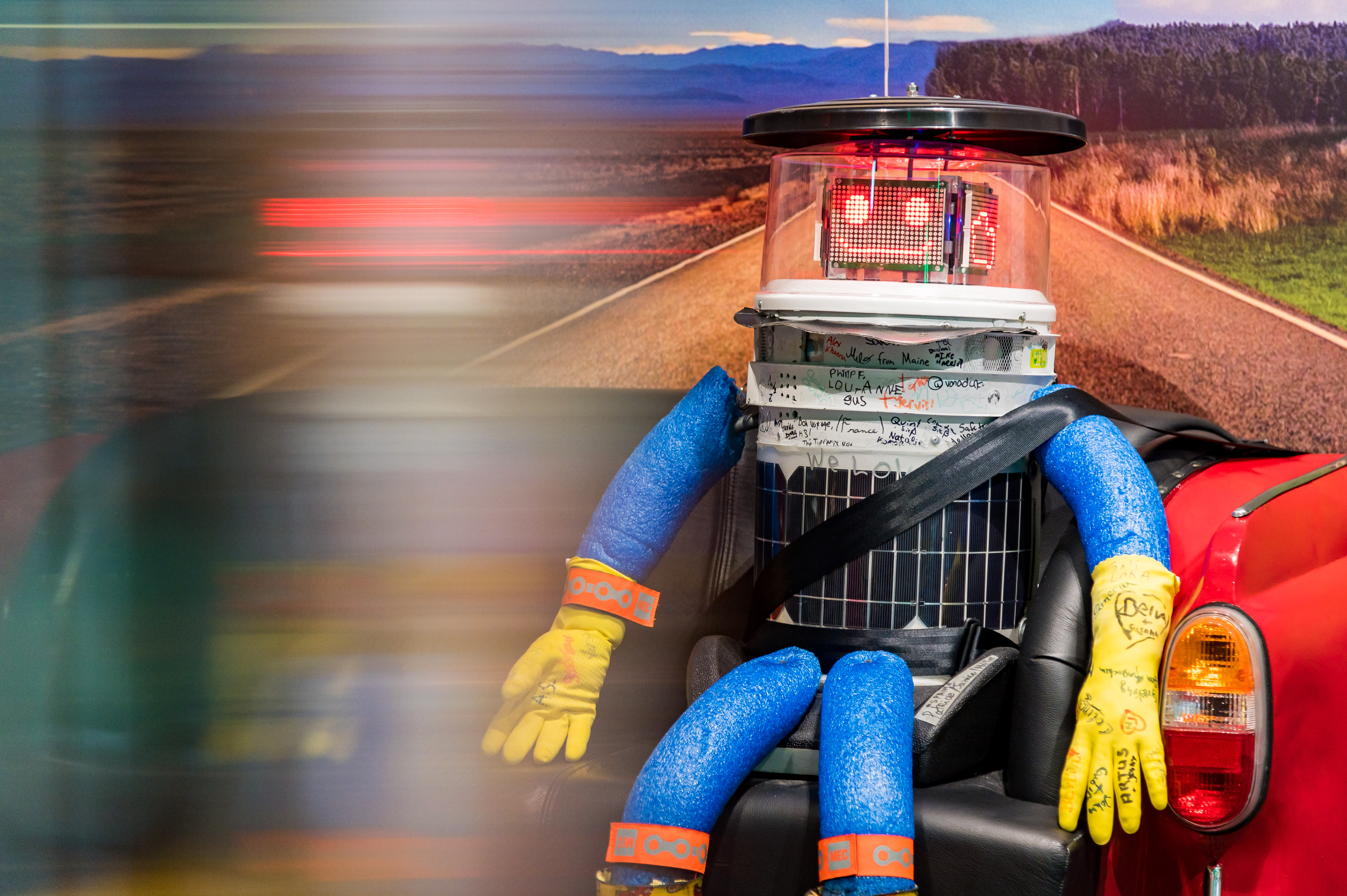
На втором этаже HNF: робот HitchBOT

Более современные версии компьютеров находятся на втором этаже. Сортировка здесь проводится не столько по времени, сколько по теме. Темы также широки и охватывают весь диапазон от домашних компьютеров и видеоигр до суперкомпьютеров со многими их приложениями.
Вступление сделано с ранними компьютерами и развитием от лампы к реле к системам на основе транзистора . Позже отдельный отдел будет посвящен микропроцессору и его производству.
Отдельная область также посвящена ПК как важному шагу к полной доступности в качестве офисного устройства, а также системам обработки данных среднего размера. Переход от персонального компьютера к домашнему документирован полной коллекцией классических устройств, таких как Altair 8800, Apple Lisa или Texas Instruments TI-99/4A .
Особой жемчужиной является суперкомпьютер Cray-2 .
Экспонаты по актуальным темам, таким как робототехника, новые медиа, носимые компьютеры и искусственные нейронные сети, впечатляют.
Особенность выставки заключается в том, что, в дополнение к чистым экспонатам и подробным объяснениям, в выставку интегрированы эксперименты, задачи и примеры на все темы и времена, что дает посетителю возможность испытать и попробовать все для себя.

### Третий этаж
На третьем этаже расположены студенческая лаборатория и студенческий исследовательский центр. Площадь также используется для временных выставок, семинаров и учебных курсов. до 20 числа Июль 2008 был там например: специальная выставка «Плати, пожалуйста! Удивительный мир от нуля до бесконечности». С 18-го с 5 января Июль 2009 г. специализированная выставка «Компьютер. Спорт». Специальная выставка «Коды и клоуны. Клод Шеннон — жонглер наукой» был c 6. 2009 ноября по 28. Февраль 2010 открыт для посетителей. HNF сформирован 18 Октябрь 2012 года дал добро на мировое турне "Научный тоннель Макса Планка ", которое продлилось до 24. Показано в феврале 2013 г. со 2-го Сентябрь 2015 до 10. В июле 2016 года состоялась презентация нашумевшей выставки «Вначале была Ада — женщины в компьютерной истории» . 2019 год ознаменовался проведением специальной выставки «Отправление в космос — опыт космических путешествий». К 25-летию в октябре 2021 года открылась специальная выставка «Бумажные самолётики и резиновая твист — информатика в участии».

## Особенности
Постоянную экспозицию дополняет широкий спектр мероприятий. Циклы лекций, дискуссии и конгрессы посвящены вопросам информационного общества. В музейных образовательных программах дети могут, среди прочего, заниматься арифметикой на счетах, изучать секретное письмо или строить роботов. Экскурсии проводятся по широкому спектру тем. До 2009 года в HNF размещался Бизнес-форум, платформа для дальнейшего обучения и повышения квалификации в области технологических тенденций, электронного бизнеса и развития компетенций.
В 2000 и 2016 годах HNF был местом проведения федерального конкурса "Jugend forscht". С 2010 года ФНФ в качестве компании-спонсора ежегодно проводит региональный конкурс «Молодёжь занимается исследованиями — студенты экспериментируют».
В 2014 году на HNF прошёл центральноевропейский финал Первой лиги Lego. Ежегодный региональный конкурс FIRST LEGO League проводится в сотрудничестве между HNF и инициативой «Paderborn ist Informatik».
Компьютерный клуб WDR транслировал три специальные программы под названием WDR-ComputerNacht в прямом эфире из HNF. Каждая из этих программ проводилась в течение выходных в конце 1998, 1999 и 2001 годов.
С 2001 по 2005 год HNF был ежегодным местом проведения "RoboCup German Open".
С 2004 года HNF является местом проведения шахматного турнира в Падерборне "Кубок Шахтюркена"..